# Skulska Wieś (gmina)
Skulska Wieś (od 1973 Skulsk) – dawna gmina wiejska istniejąca do 1954 roku w woj. łódzkim i poznańskim. Nazwa gminy pochodzi od wsi Skulska Wieś, lecz siedzibą władz gminy był Skulsk.
Za Królestwa Polskiego gmina Skulska Wieś należała do powiatu słupeckiego w guberni kaliskiej. 31 maja 1870 do gminy przyłączono pozbawiony praw miejskich Skulsk.
W okresie międzywojennym gmina Skulska Wieś należała do (utworzonego w 1919 roku) powiatu słupeckiego w woj. łódzkim. Była to najdalej na północ wysunięta gmina woj. łódzkiego. W związku ze zlikwidowaniem powiatu słupeckiego z dniem 1 kwietnia 1932 roku gmina weszła w skład powiatu konińskiego w tymże województwie. 1 kwietnia 1938 roku gminę wraz z całym powiatem konińskim przeniesiono do woj. poznańskiego.
Po wojnie gmina zachowała przynależność administracyjną. 1 lipca 1952 roku gmina składała się z 19 gromad: Buszkowo, Celinowo, Czartowo, Gawrony, Kijowiec, Kijowskie Nowiny, Kobylanki, Lisewo, Łuszczewo, Mielnica Duża, Mielnica Mała, Mniszki, Piaski, Pilich, Popielewo, Przyłubie, Rakowo, Skulsk i Skulska Wieś.
Jednostka została zniesiona 29 września 1954 roku wraz z reformą wprowadzającą gromady w miejsce gmin. Po reaktywowaniu gmin 1 stycznia 1973 roku gminy Skulska Wieś nie przywrócono, utworzono natomiast jej terytorialny odpowiednik, gminę Skulsk w tymże powiecie i województwie.